# Suzy Hunt
Susan Miller, anche nota come Suzy Hunt (19 maggio 1949), è un'ex modella glamour britannica.

## Biografia
Divenne celebre durante gli anni settanta come moglie del pilota di formula 1 James Hunt a cui rimase legata dal 1974 al 1976. L'ex modella conobbe il pilota in Spagna e i due si sposarono nel corso dello stesso anno. Tuttavia il matrimonio finì appena due anni dopo.
Successivamente al divorzio con Hunt, la Miller si legò all'attore Richard Burton dal 1976 al 1982. I media dell'epoca, la citarono come colei che pose definitivamente fine alla tumultuosa relazione fra Burton ed Elizabeth Taylor.
Nel corso della sua carriera Suzy Miller ha anche avuto alcune piccole parti cinematografiche, fra cui un piccolo ruolo non accreditato in I quattro dell'Oca selvaggia. 
Nel film Rush del 2013, la cui storia ruota intorno alle figure di James Hunt e Niki Lauda, la parte di Suzy Miller è interpretata dall'attrice Olivia Wilde.